# Лазорики
Лазорики — посёлок в Мартыновском районе Ростовской области.
Входит в состав Ильиновского сельского поселения.

## История
Указом Президиума Верховного Совета РСФСР от 24 февраля 1988 года Посёлку центральной усадьбы совхоза  «Антрацит» присвоено наименование Лазорики.

## Улицы
На хуторе имеется одна улица: Приканальная.

## Население
| 2010 |
| ---- |
| 17   |